# Брезе (Софийская область)
Брезе (болг. Брезе) — село в Болгарии. Находится в Софийской области, входит в общину Своге. Население составляет 216 человек.

## Политическая ситуация
В местном кметстве Брезе, в состав которого входит Брезе, должность кмета (старосты) исполняет Еленна Свиленова Георгиева (коалиция в составе 4 партий: Евророма, Национальное движение «Симеон Второй» (НДСВ), Политический клуб «Экогласность», Болгарская социалистическая партия (БСП)) по результатам выборов.
Кмет (мэр) общины Своге — Емил Цветанов Атанасов (Болгарская социалистическая партия (БСП), Национальное движение «Симеон Второй» (НДСВ), «ЛИДЕР», Зелёные, Политический клуб «Экогласность», Евророма)) по результатам выборов.